# کاساپا
کاساپا (به پرتغالی: Cláudio Roberto da Silva) مدافع اهل برزیل است که در شهر لاوراز و در تاریخ ۲۹ مهٔ ۱۹۷۶ به دنیا آمده‌است.
کاساپا در تیم‌های فوتبال اتلتیکو مینیرو ،لیون،clubsنیوکاسل یونایتد،clubsکروزیرو، clubsÉvian و clubsAvaí سابقهٔ حضور دارد. این بازیکن همچنین در سال، نیوکاسل یونایتد Évian بار برای، کروزیرو به میدان رفته‌است و طی این مدت ۲۰۰۰ – ۲۰۰۱ گل به ثمر رسانده‌است.